# 西原八三郎
西原 八三郎（にしはら やさぶろう、1890年（明治23年）5月15日 - 1969年（昭和44年）9月10日）は、大日本帝国陸軍軍人。最終階級は陸軍少将。

## 経歴
1890年（明治23年）に愛媛県で生まれた。陸軍士官学校第23期、陸軍大学校第35期卒業。1935年（昭和10年）3月15日に陸軍築城部部員に就任し、8月1日に陸軍工兵大佐に進級した。1937年（昭和12年）8月には電信第2連隊長に転じた。
1938年（昭和13年）7月15日に陸軍少将に進級し、長崎要塞司令官に着任。1939年（昭和14年）3月9日に待命、3月22日に予備役に編入された。1942年（昭和17年）3月25日に召集され第4工兵隊司令官（第17軍）に就任し、ソロモン諸島方面に出征。1943年（昭和18年）6月10日に召集解除となった。
1947年（昭和22年）11月28日、公職追放仮指定を受けた。

## 栄典
勲章等
- 1940年（昭和15年）8月15日 - 紀元二千六百年祝典記念章[5]